# Ceratina eximia
Ceratina eximia är en biart som beskrevs av Smith 1862. Ceratina eximia ingår i släktet märgbin, och familjen långtungebin. Inga underarter finns listade i Catalogue of Life.